# Široka Kula
Široka Kula je selo u Ličko-senjskoj županiji.

## Zemljopis
Nalazi se na 44° 36' 55" sjeverne zemljopisne širine i 15° 27' 24" istočne zemljopisne dužine, 3 km od Ličkog Osika i 11 km sjeveroistočno od grada Gospića, kojem upravno pripada.

## Stanovništvo
- 1971. – 896 (Srbi – 580, Hrvati – 289, Jugoslaveni – 6, ostali – 21)
- 1981. – 658 (Srbi – 366, Hrvati – 225, Jugoslaveni – 61, ostali – 6)
- 1991. – 553 (Srbi – 346, Hrvati – 184, Jugoslaveni – 13, ostali – 10)
- 2001. – 130
- 2011. – 116[4]

| broj stanovnika | 2312  | 2757  | 2654  | 2769  | 3225  | 3050  | 3054  | 2691  | 957   | 932   | 1035  | 896   | 658   | 553   | 130   | 116   | 78    |
|                 | 1857. | 1869. | 1880. | 1890. | 1900. | 1910. | 1921. | 1931. | 1948. | 1953. | 1961. | 1971. | 1981. | 1991. | 2001. | 2011. | 2021. |

## Povijest
U selu i okolici ima arheoloških nalaza iz halštatskoga (tumul Vranića gomila iz 14. do 15. st.) i iz starorimskoga doba (grobovi, natpisi, putokaz). U blizini je Gradina (Razvala), velika ovalna građevina s kulama za koju se smatra da je vjerojatno starorimskoga podrijetla. Popis stanovništva Like i Krbave iz 1712.  bilježi da u Širokoj Kuli živi 59 vlaških obitelji. U Širokoj Kuli župa je osnovana 1860. godine. Crkva posvećena sv. Mateju sagrađena je 1734. godine. Od 1769. vode se matice.
Zanimljivost je da je nekoliko Kuljana poginulo u havariji Titanica. Sve do Domovinskog rata i progona postojala je pjesmarica s lijepim pjesmama o Titanicu. U Drugom svjetskom ratu u Širokoj Kuli četnici su pobili 162 Hrvata. U Kuli je bilo Oreškovića u tri kulska zaselka, a Strilića je bio jedan zaselak koga nakon Drugog svjetskog rata više nema, jer u njemu već pola stoljeća više nitko ne živi. Koji kilometar istočno od Oreškovića zaselak je Brdo Ćaćića koji je danas pust. Mnogi su odselili u Ameriku ili otišli na prehranu u Slavoniju.
Crkva i župni stan razoreni su 1948. godine miniranjem. Radi očigledne namjere etničkog čišćenja ovog dijela Like od Hrvata i zatiranja katoličanstva i Katoličke Crkve koja je oduvijek bila čuvarica hrvatske kulture, nikako se nije moglo od vlasti poslije dobiti dopuštenje za obnovu.
Za vrijeme srbijanske agresije i velikosrpske pobune, selo je teško stradalo.
Maskirani lokalni pobunjeni Srbi (pripadnici četničkih formacija i milicije t.zv. "SAO Krajine") su 13. listopada 1991. počeli s pokoljem u Širokoj Kuli, koji je potrajao nekoliko dana.
Kako je u Širokoj Kuli i Vukavi, bilo mnogo mješovitih brakova, Hrvati su se nadali da im domaći Srbi ne će nanijeti nikakvo zlo, ali su se prevarili. Skupina Hrvata Kuljana (iz obitelji Nikšić, Hećimović i Strilić) i jedan Hrvat iz Podlapca uspjeli su pobjeći i župnik je tek od tih izbjeglica 30. rujna u Kriznom štabu u Perušiću doznao šta je bilo.
U ratu je porušeno i groblje. Tek poslije oslobodilačke akcije Oluje izgrađena nova crkva sv. Mateja i obnovljeno groblje porušeno u agresiji na Hrvatsku.

## Poznate osobe
Jedno vrijeme je u Širokoj Kuli župnikom bio i hrv. filozof i pisac Fran Binički.
Iz Široke Kule je bio Marko Orešković-Krntija, hrvatski partizan, jedan od organizatora antifašističkog ustanka u Hrvatskoj, narodni heroj Jugoslavije.

## Vanjske poveznice
- Široka Kula na fallingrain.com